# Hüttlingen (Badenia-Wirtembergia)
Hüttlingen – miejscowość i gmina w Niemczech, w kraju związkowym Badenia-Wirtembergia, w rejencji Stuttgart, w regionie Ostwürttemberg, w powiecie Ostalb, wchodzi w skład wspólnoty administracyjnej Aalen. Leży w Jurze Szwabskiej, ok. 5 km na północ od Aalen, przy drodze krajowej B19.